# Sugar Mountain (North Carolina)
Sugar Mountain is een plaats (village) en de naam van een berg in deze plaats. Het ligt in de Amerikaanse staat North Carolina, en valt bestuurlijk gezien onder Avery County. De plaats is bekend vanwege een golfbaan en als skiresort.

## Demografie
Bij de volkstelling in 2000 werd het aantal inwoners vastgesteld op 226.
In 2006 is het aantal inwoners door het United States Census Bureau geschat op 214, een daling van 12 (-5,3%).

## Geografie
Volgens het United States Census Bureau beslaat de plaats een oppervlakte van
6,3 km², geheel bestaande uit land.

## Plaatsen in de nabije omgeving
De onderstaande figuur toont nabijgelegen plaatsen in een straal van 12 km rond Sugar Mountain.